# Oriana Fallaci
Oriana Fallaci (født 29. juni 1929, død 15. september 2006) var en italiensk journalist, forfatter og skarp politisk interviewer. Hun arbejdede inden for den antifascistiske bevægelse i Italien under 2. verdenskrig og havde efterfølgende en lang og succesrig journalistisk karriere, hvoraf en væsentlig del foregik i USA.
Efter at have trukket sig tilbage fra arbejdsmarkedet tiltrak hun sig igen opmærksomhed med en serie af artikler og bøger, som var kritiske mod islam og arabere; disse medførte betydelig støtte, diskussion og beskyldninger om racisme og islamofobi.
I bladet Reason Magazine fra juni 2006 skrev den libertarianske forfatter Cathy Young:
Den italienske journalist Oriana Fallacis bog The Rage and the Pride fra 2002 skelner stort set ikke mellem radikale islamiske terrorister og somaliske gadehandlere, som angiveligt urinerer på gadehjørnerne i Italiens storbyer. Christopher Hitchens, som beskrev bogen i The Atlantic som “en slags foregangseksempel på hvordan man ikke skal skrive om islam”, bemærker, at Fallacis udfald har alle kendetegnene fra andre infame tirader om ækle, sygdomsbefængte, seksuelt truende fremmede.
Hun døde som 77-årig i sin elskede barndomsby Firenze efter at have lidt af brystkræft i en årrække. 
I de sidste år af hendes liv udviklede Fallacis foragt for ledere som Khomeini, Arafat og Khadaffi, som hun havde interviewet som journalist, sig til et stærkt had til islam som ideologi, som hun opfattede som en totalitær trussel mod friheden og mod Vesten. 

## Bøger af Oriana Fallaci
- En Mand, roman, der fortæller historien om Alexandros Panagoulis, som kæmpede mod obersterne og militærregimet i Grækenland. Det er historien om en helt, der kæmper sin ensomme kamp for friheden og sandheden, som aldrig giver op, og det fører også til hans død. (Originaludgaven udgivet i 1979, og den danske oversættelse i 1981)

- Brev til et aldrig født barn, fortæller om det barn som hun og Panagoulis aldrig fik, hvorfor de ikke fik det, og de eksistentielle tanker dette medførte.

## Citater af Oriana Fallaci
"Uden Khomeini ville vi ikke være, hvor vi er. Sikken skam, at hans mor ikke valgte at få en abort, da hun var gravid med ham." 
"Muslimerne afviser vores kultur og forsøger at påtvinge os deres kultur. Jeg afviser dem, og det er ikke kun af pligt over for min egen kultur – det er af pligt over for mine principper, min civilisation." 
"Den stigende tilstedeværelse af Muslimer i Italien og i Europa er direkte proportional med vores tab af frihed." 